# Anthony Vanden Borre
Pour les articles homonymes, voir Vanden Borre.
Anthony Vanden Borre, né le 24 octobre 1987 à Likasi au Zaïre (aujourd'hui la république démocratique du Congo), est un footballeur international belge qui joue au poste de défenseur. Il possède également la nationalité congolaise.

## Biographie
Il fait sa première apparition en équipe de Belgique dès l'âge de 16 ans (deuxième plus jeune joueur de tous les temps en Belgique). Il compte vingt-huit sélections et un but en équipe nationale depuis 2004.
Formé à Anderlecht et considéré par certains comme une future grande star du football belge voire du football européen, ce jeune joueur est contacté par de nombreux clubs afin de négocier un transfert. Mais il décide de prolonger son contrat avec Anderlecht jusqu'en 2010. Sa saison 2005-2006 reste toutefois mitigée à la suite d'une blessure (seulement treize titularisations et 1 219 minutes jouées sur 34 matchs sans oublier qu'il marque trois buts et délivre quelques passes décisives). Son début de saison 2006-2007 est tout simplement catastrophique selon la presse (une exclusion sur les deux premiers matchs).
Le 7 mars 2007, Vanden Borre signe un contrat de quatre ans en Italie, à l'ACF Fiorentina. Il joue dans son nouveau club à partir de la saison suivante, c’est-à-dire à partir d'août 2007. Après avoir joué seulement deux matchs de championnat avec son nouveau club, il est prêté au Genoa, en janvier 2008. Le 24 juin 2008 il signe au Genoa. Après vingt-cinq matchs disputés dont seulement huit en tant que titulaire, il est de nouveau prêté durant le mercato 2009. Cette fois-ci, il part en Angleterre, à Portsmouth, afin de relancer sa carrière, en vain.
Le 7 septembre 2010, l'entraîneur l'ayant révélé, Franky Vercauteren, le fait signer au KRC Genk, pour un an et demi avec option pour une année supplémentaire. Ayant signé son contrat hors de la saison des transferts, il ne pourra jouer qu'en janvier, se contentant des matchs amicaux et de l'équipe réserve. Il marque son premier but pour le KRC Genk le 14 avril 2012 contre sa première équipe Anderlecht. Il retrouvera une place éphémère de titulaire en tant qu'arrière droit en équipe nationale lors d'un match amical, fin 2011, contre la Roumanie (victoire 2-1).
Fin juin 2012, malgré un bilan relativement positif au sein du club limbourgeois, le contrat de Vanden Borre n'est pas renouvelé par Genk, et le joueur se retrouve sans club.
Il fait alors un bref passage au  Tavria Simferopol.avant de recevoir une nouvelle chance de la part de son club formateur le Royal Sporting Club Anderlecht, le 29 janvier 2013.
Il entamera sa nouvelle expérience anderlechtoise avec les espoirs avant de retrouver une place en équipe première.
Anthony Vanden Borre a été international belge espoir. Il a participé au championnat d'Europe Espoirs 2007 qui se déroulait aux Pays-Bas ainsi qu'aux Jeux olympiques d'été 2008.
Le 13 mai 2014, Marc Wilmots, entraineur de l'Équipe de Belgique de football, fait appel à lui pour participer à la Coupe du monde de football 2014 fixant son retour parmi les Diables Rouges. Il y joue la totalité du match de poule contre la Corée du Sud, où il est sévèrement taclé par Lee Chung-yong dans les derniers instants de la partie, le forçant à déclarer forfait pour le reste de la compétition sur blessure.
Le 4 novembre 2014, lors d'un match de phase poule de Ligue des Champions à Arsenal Football Club, il inscrit deux buts alors que son équipe était menée 3 à 0, amorçant la remontée fantastique des siens (score final 3-3).
Le 10 juillet 2016, il est prêté un an avec option d'achat au Montpellier HSC. Il résilie son prêt en janvier 2017.
Après avoir résilié trois jours auparavant son contrat avec Anderlecht et moins de deux mois après avoir mis un terme à son prêt à Montpellier, il annonce le 2 mars 2017 lors d'une conférence de presse s'être engagé avec le club Tout Puissant Mazembe en République démocratique du Congo. Hélas pour le joueur, l'aventure à laquelle il croyait beaucoup tourne court. Son arrivée n'étant guère acceptée par les joueurs locaux, un comble vu les origines de Vanden Borre. Après une grosse discussion avec son agent et les dirigants du club congolais, il met un terme a son contrat et se retrouve sans club. L'ex-international rentre en Belgique après quelques mois,. En attendant de trouver un nouveau club, il a continué à se maintenir en bonne condition physique dans un centre de remise en forme à Dubaï.
À partir du mois d'août 2019, Anthony Vanden Borre s'entraîne avec les Espoirs du Sporting d'Anderlecht. Malheureusement, bien qu'un retour dans le noyau A restait possible pour le défenseur, il n'en fut rien.
Début 2021, Anthony lance une académie de football à destination de la formation des jeunes à Dubaï.

## Un talent gâché
Anthony Vanden Borre fait ses débuts en pro à l'âge de 16 ans et 187 jours, devenant le plus jeune joueur à avoir fait ses débuts dans le championnat belge. Tout s'enchaîne relativement vite pour AVB. Il est appelé en équipe nationale à 16 ans et devient titulaire à Anderlecht. Il apparaît comme un assez bon technicien, avec une rare élégance balle au pied. La légende Paul Van Himst déclare qu'il est le plus grand talent qu'il ait jamais vu. Vincent Kompany, qui l'a côtoyé à Anderlecht, dira lui aussi à l'époque qu'il est le meilleur de sa génération, et qu'il est destiné à devenir l'un des plus grands joueurs belges de tous les temps. 
Malheureusement pour le belgo-congolais, le RSC Anderlecht ne l'accompagne pas de la meilleure des manières et décide de l'écarter au profit de Marcin Wasilewski, latéral polonais beaucoup moins talentueux mais jugé plus mature et plus solide mentalement. Il enchaîne alors de courtes expériences à l'étranger, sans jamais s'imposer, avant de revenir à la case départ en Belgique. Tous ses coachs lui reprochent un mental défaillant et un manque de concentration pouvant nuire à l'équipe dans les moments cruciaux. AVB lui-même l'avouera plus tard: « Je suis le premier à reconnaitre que je me suis trop longtemps reposé sur mon talent. Mon attitude énervait Mario Been, il m’a dit que j’étais passé à côté d’une belle carrière. Ca m’a fait réfléchir, il était temps de tourner le bouton. A 24 ans, j’ai trouvé un équilibre dans ma vie. Je veux aller au Brésil en 2014 avec les diables, au poste de back droit ». 
Il réussira à récupérer sa place chez les diables rouges pour la Coupe du monde au Brésil, où il joue un beau match face à la Corée du Sud avant de se blesser. Il enchaînera de nouveau les déceptions, à Anderlecht puis au Congo en passant par Montpellier. Son ami Vincent Kompany, devenu coach d'Anderlecht, décide même de l'écarter de l'équipe première.

## Clubs
- 2003-2007 :  RSC Anderlecht
- 2007-Janvier 2008 :  ACF Fiorentina
- Janvier 2008-déc. 2010 :  Genoa CFC (prêt puis transfert au mercato d'été 2008)
  - 2009-2010 :  Portsmouth FC (prêt)
- jan. 2011-2012 :  KRC Genk
- 2012 à janvier 2013 :  Tavria Simferopol
- janvier 2013 - mars 2017 :  RSC Anderlecht
  - 2016-jan. 2017 : →  Montpellier HSC Montpellier HSC (prêt)
- Mars à Août 2017 :  TP Mazembe

## Palmarès
- 2004 : Champion de Belgique avec le RSC Anderlecht
- 2006 : Champion de Belgique avec le RSC Anderlecht
- 2006 : Vainqueur de la Supercoupe de Belgique avec le RSC Anderlecht
- 2007 : Champion de Belgique avec le RSC Anderlecht
- 2008 : Demi-finaliste aux Jeux olympiques de Pékin avec la Belgique
- 2010 : Finaliste de la Coupe d'Angleterre avec le  Portsmouth FC
- 2011 : Champion de Belgique avec le KRC Genk
- 2011 : Vainqueur de la Supercoupe de Belgique avec le KRC Genk
- 2014 : Champion de Belgique avec le RSC Anderlecht
- 2014 : Quart-de-finaliste de  Coupe du monde de football 2014  avec la  Belgique

## En sélection
- Équipe nationale belge : 29 sélections / 1 buts

| But | Date        | Stade, ville, pays                           | Adversaire      | Résultat | Match, compétition |
| --- | ----------- | -------------------------------------------- | --------------- | -------- | ------------------ |
| 1er | 11 mai 2006 | Wagner & Partners Stadion, Sittard, Pays-Bas | Arabie saoudite | V 2-1    | Match amical       |